# Jin Shujiao
Jin Shujiao és una esportista xinesa que va competir en judo, guanyadora de dues medalles de bronze al Campionat Asiàtic de Judo els anys 1996 i 1999.

## Palmarès internacional
| Campionat Asiàtic | Campionat Asiàtic          | Campionat Asiàtic | Campionat Asiàtic |
| Any               | Lloc                       | Medalla           | Categoria         |
| ----------------- | -------------------------- | ----------------- | ----------------- |
| 1996              | Ho Chi Minh ( Vietnam)     | 3                 | –48 kg            |
| 1999              | Wenzhou ( R.P. de la Xina) | 3                 | –48 kg            |